# 橘屋
橘屋（たちばなや）は、歌舞伎役者の屋号。
市村羽左衛門の系統と、吉澤あやめの系統の、二通りがある。

## 市村羽左衛門系 橘屋
江戸市村座の座元だった市村羽左衛門代々とその一門の役者が使う。
由来は不詳。橘屋では門弟筋もこの屋号を用いるが、平成時代においては「市村」の苗字を使うのは幹部格以上の役者、または門閥の御曹司に限られている（同時代において存在する橘屋門弟筋は何れも「坂東」姓）。
市村羽左衛門系橘屋の代表的な名跡には以下のものがある。なお参考までに定紋も併せて記した。
| 屋号            | 名跡                                 | 定紋                       | 定紋 | 備考                            |
| --------------- | ------------------------------------ | -------------------------- | ---- | ------------------------------- |
| たちばなや 橘屋 | いちむら うざえもん 市村羽左衛門     | ねあがり たちばな 根上り橘 |      | 十二代目以降 それ以前は「菊屋」 |
| たちばなや 橘屋 | いちむら たけのじょう 市村竹之丞     | ねあがり たちばな 根上り橘 |      |                                 |
| たちばなや 橘屋 | いちむら まんじろう 市村萬次郎       | ねあがり たちばな 根上り橘 |      |                                 |
| たちばなや 橘屋 | いちむら くろうえもん 市村九郎右衛門 | ねあがり たちばな 根上り橘 |      |                                 |
| たちばなや 橘屋 | いちむら たけまつ 市村竹松           | ねあがり たちばな 根上り橘 |      |                                 |
| たちばなや 橘屋 | いちむら かきつ 市村家橘             | ねわり たちばな 根割り橘   |      |                                 |
| たちばなや 橘屋 | ばんどう かきつ 坂東家橘             | ねわり たちばな 根割り橘   |      |                                 |
| たちばなや 橘屋 | いちむら よしごろう 市村吉五郎       | ねわり たちばな 根割り橘   |      |                                 |
| たちばなや 橘屋 | いちむら つるぞう 市村鶴蔵           | ふせ たちばな 浮線橘       |      |                                 |
| たちばなや 橘屋 | すけだかや たかすけ 助高屋高助       | まるに いのじ 丸にいの字   |      | 二代目のみ                      |

## 芳澤あやめ系 橘屋
上方歌舞伎を代表する女形だった芳澤あやめ代々が使う。
由来は、初代が色子だった頃の贔屓で、女形になることを強く勧めてくれた丹波亀山の郷士・橘屋五郎左衛門の恩を忘れなかった初代が、後年彼にあやかってその屋号を借用するようになったことによる。
芳澤あやめ系橘屋の名跡は以下の通り。なお参考までに定紋も併せて記した。
| 屋号            | 名跡                           | 定紋                       | 定紋 | 備考 |
| --------------- | ------------------------------ | -------------------------- | ---- | ---- |
| たちばなや 橘屋 | よしざわ あやめ 芳澤あやめ     | まるに いねのじ 丸に稲の字 |      |      |
| たちばなや 橘屋 | よしざわ さきのすけ 芳澤崎之助 | ふしょう 不詳              |      |      |
| たちばなや 橘屋 | よしざわ いろは 芳澤いろは     | ふしょう 不詳              |      |      |